# Gold Coast Government Railways

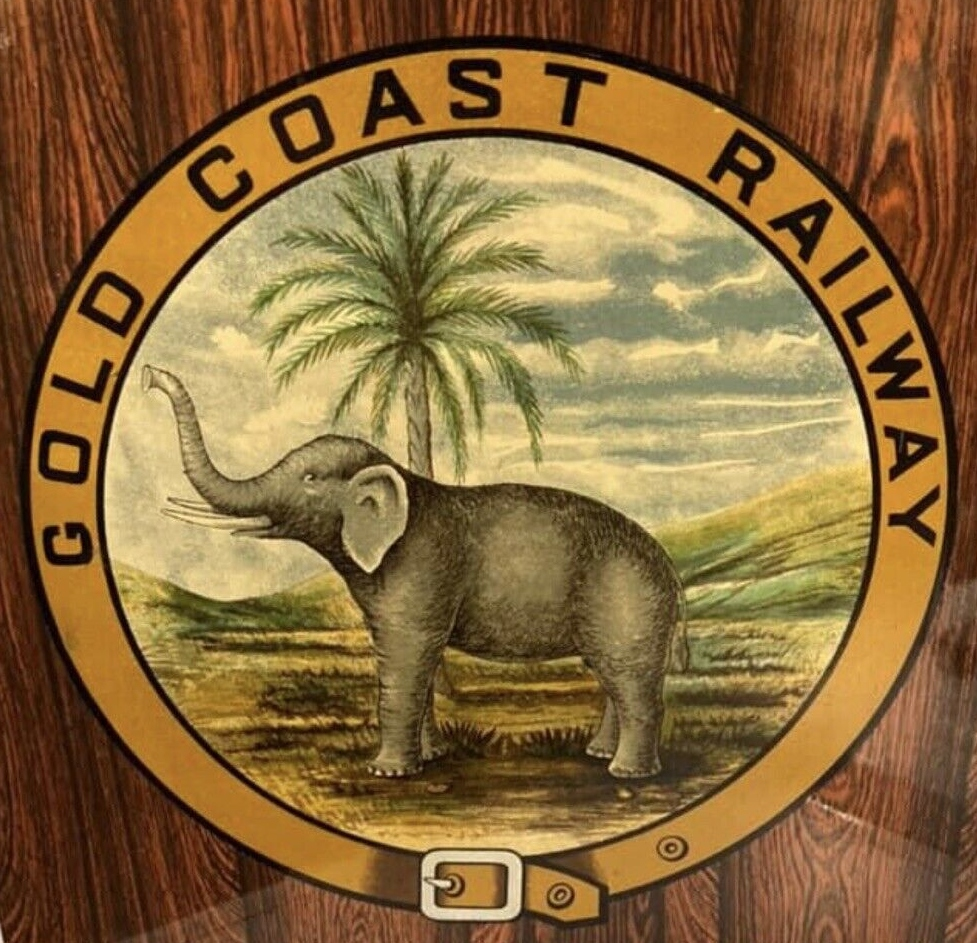
Logo der Gesellschaft

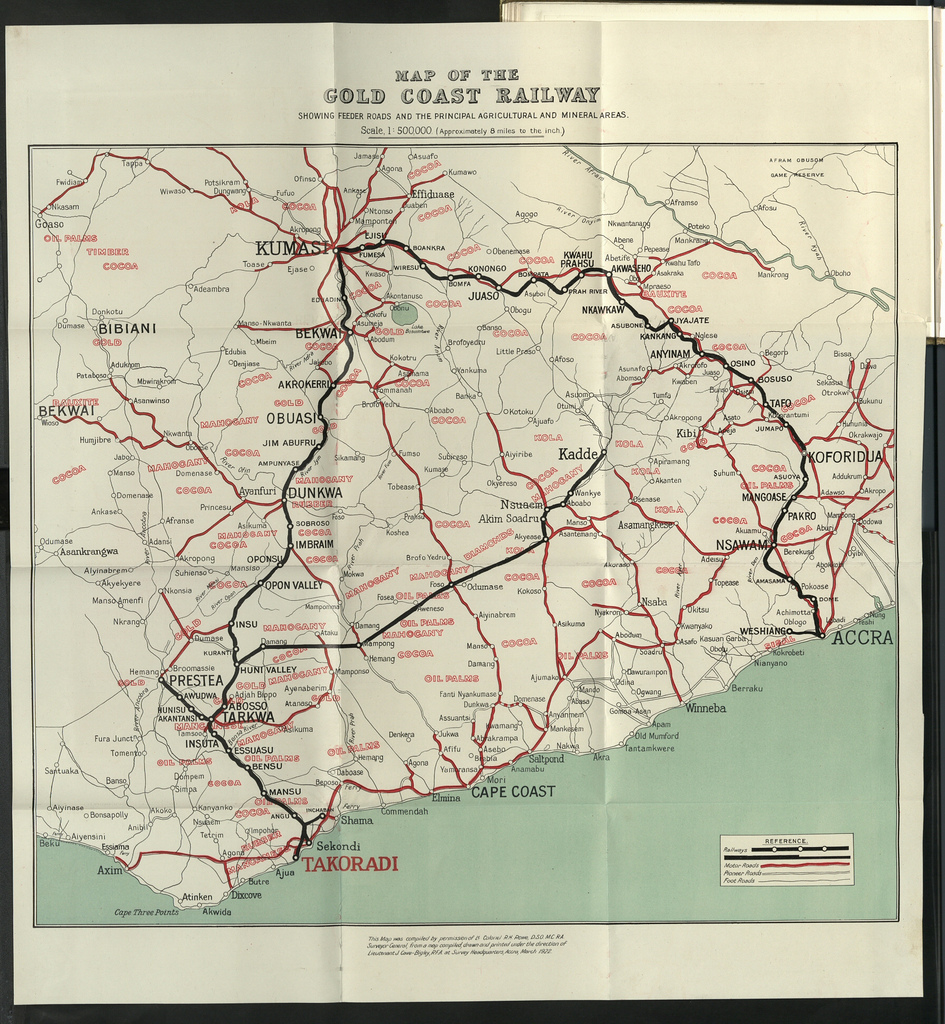
Streckennetz im März 1922

Die Gold Coast Government Railways (später Gold Coast Railway) baute und betrieb ab 1898 ein Eisenbahnnetz in der britischen Kronkolonie Goldküste, dem heutigen Ghana.

## Geschichte
Die Regierung der Kronkolonie Goldküste beschloss im Jahre 1898 eine Eisenbahn vom Hafen in Sekondi zur nördlich davon gelegenen Aschantihauptstadt Kumasi zu bauen. Die ersten Gleise in Kapspur wurden ab 1898 zwischen Sekondi und Tarkwa verlegt und in den folgenden Jahren über Dunkwa, Obuasi und Bekwai nach Kumasi verlängert. Die 274 km lange Strecke wurde im September 1903 vollendet und der erste Zug aus Sekondi erreichte Kumasi am 1. Oktober. Von Kumasi wurde die Eisenbahnstrecke in vielen Jahren Arbeit über Konongo, Nkawkaw und Koforidua bis nach Accra ausgebaut. Letztlich wurde von Accra die Bahnlinie parallel zur Küste im Inland vorbei an den Ortschaften Akoroso, Achiasi, Foso und Twifo-Praso etwas nördlich von Tarkwa mit der ersten Linie zwischen Sekondi und Kumasi verbunden. Im Wesentlichen ist so ein dreieckiges rund 580 km langes Schienennetz entstanden, das sich zwischen Sekondi, Kumasi und Accra spannt, und 1923 fertig gestellt wurde. Accra war zum damaligen Zeitpunkt Hauptumschlagplatz für Waren aller Art.
Um 1910 entstand außerdem eine 16 km lange Eisenbahnstrecke in 762 mm Schmalspur zwischen Accra und dem Weija-Staudamm am Fluss Densu, wo sich die Wasseraufbereitungsanlage für Accra befand.
1972 wurde aus der Gold Coast Railway zunächst die Ghana Railway and Ports Authority und ab 1977 die Ghana Railway Corporation, die heutige Eisenbahngesellschaft in Ghana.

## Fahrzeuge
1936 verfügte die Gesellschaft über folgende Fahrzeuge:
- Kapspurweite: 78 Lokomotiven, 4 Dampftriebwagen, 144 Personenwagen und 938 Güterwagen.
- 762 mm Schmalspur: 3 Lokomotiven, 4 Personenwagen und 26 Güterwagen.

1943 wurden von Beyer-Peacock sechs Garratt-Lokomotiven geliefert, die für den schweren Manganerzverkehr eingesetzt wurden. Die Maschinen hatten die Nummern 301 bis 306 und wurden im Juni 1960 außer Dienst gestellt.
1970 waren 110 Dampf- und 94 Diesellokomotiven sowie 259 Personen- und 3375 Güterwagen im Einsatz.